# César Delgado
César Fabián Delgado (Rosario, 18 agosto 1981) è un ex calciatore argentino, di ruolo attaccante.
È soprannominato El Chelito.
È il primo giocatore ad aver vinto per due volte il titolo di miglior marcatore della Coppa del mondo per club FIFA (2012 e 2013), peraltro consecutivamente.

## Caratteristiche tecniche
Centrocampista offensivo, agisce prevalentemente come esterno d'attacco ma può essere schierato anche come seconda punta

## Carriera

### Club

#### Gli esordi e il Cruz Azul
Delgado si trasferì in Messico dopo il campionato argentino di Apertura 2003, in cui mise a segno 8 reti in 16 presenze (con il Rosario Central) . Nel Clausura messicano Delgado raccolse 21 presenze con 8 gol. Nel Campionato di Apertura 2004, Delgado segnò 6 reti in 15 partite.

#### L'Europaː il Lione
L'8 gennaio 2008 si trasferisce dal Cruz Azul all'Olympique Lione per 11 milioni di euro. Debutta in Ligue 1, il 20 gennaio 2008, contro il Racing Club de Lens.

#### Il ritorno in Americaː il Monterrey e il Rosario Central
Il 10 giugno 2011 passa ai messicani del Monterrey. Con la maglia del club messicano segna una doppietta nel quarto di finale del Mondiale per club 2012 contro l'Ulsan Hyundai FC, aiutando la sua squadra a vincere per 1-3. Dopodiché realizza il goal dello 0-2 che chiude la finale per il terzo posto contro l'Al-Ahly, diventando così il capocannoniere della manifestazione. Con due gol nella medesima manifestazione intercontinentale nell'edizione seguente (2013) si laurea nuovamente capocannoniere, unico a riuscirci in due competizioni (peraltro consecutive).
Nel 2015 fa ritorno al suo primo club professionistico, il Club Atlético Rosario Central, nel campionato argentino.

### Nazionale
Delgado fece parte della Nazionale di calcio argentina durante le qualificazioni sudamericane a Germania 2006. A causa però di un malaugurato infortunio, Delgado non rientrò nella lista dei 23 convocati.
Ha inoltre preso parte alla Copa América 2004, segnando un gol, e alle vittoriose Olimpiadi del 2004.

## Palmarès

### Club

#### Competizioni nazionali
- Campionato francese: 1

Olympique Lyonnais: 2007-2008
- Coppa di Francia: 1

Olympique Lyonnais: 2007-2008

#### Competizioni internazionali
- CONCACAF Champions League: 2

Monterrey: 2011-2012, 2012-2013

### Nazionale
- Oro olimpico: 1

Atene 2004

### Individuale
- Capocannoniere della Coppa del mondo per club FIFA: 2 (record condiviso con Cristiano Ronaldo)

2012 (3 gol, ex aequo con Hisato Satō), 2013 (2 gol, ex aequo con Ronaldinho, Darío Conca e Mouhcine Iajour)